# Volker Dietrich
Volker Dietrich es un deportista alemán que compitió para la RDA en bobsleigh en las modalidades doble y cuádruple.
Ganó cuatro medallas en el Campeonato Europeo de Bobsleigh, en los años 1988 y 1991.

## Palmarés internacional
| Representando a la RDA   |                       |                   |           |
| Campeonato Europeo       |                       |                   |           |
| Año                      | Lugar                 | Medalla           | Prueba    |
| 1988                     | Sarajevo (Yugoslavia) | Medalla de oro    | Doble     |
| 1988                     | Sarajevo (Yugoslavia) | Medalla de plata  | Cuádruple |
| Representando a Alemania |                       |                   |           |
| Campeonato Europeo       |                       |                   |           |
| Año                      | Lugar                 | Medalla           | Prueba    |
| 1991                     | Cervinia (Italia)     | Medalla de plata  | Doble     |
| 1991                     | Cervinia (Italia)     | Medalla de bronce | Cuádruple |